# Rhopalopsole wolong
Rhopalopsole wolong is een steenvlieg uit de familie naaldsteenvliegen (Leuctridae). De wetenschappelijke naam van de soort is voor het eerst geldig gepubliceerd in 2012 door Li & Yang.